# Séverka
Séverka (en rus: Северка) és un poble de l'óblast de Saràtov, a Rússia, segons el cens del 2010 tenia 363 habitants. Pertany al districte municipal de Rtísxevo.